# Conde (ort i Brasilien, Paraíba, Conde, lat -7,26, long -34,91)
Conde är en ort i Brasilien.   Den ligger i kommunen Conde och delstaten Paraíba, i den östra delen av landet, 1 700 km nordost om huvudstaden Brasília. Conde ligger 116 meter över havet och antalet invånare är 15 859.
Terrängen runt Conde är huvudsakligen platt. Conde ligger uppe på en höjd. Runt Conde är det ganska tätbefolkat, med 108 invånare per kvadratkilometer.. Närmaste större samhälle är João Pessoa, 16,8 km norr om Conde.
Omgivningarna runt Conde är en mosaik av jordbruksmark och naturlig växtlighet.